# Наказ Лаконія
Наказ Лаконія (або «Тритон Нуль», нім. Laconia-Befehl) — це наказ від 17 вересня 1942 адміралом Військово-морськіх сил Третього Рейху Карлом Дьоніцем командирам усіх підводних човнів про заборону допомагати екіпажам та пасажирам затоплених кораблів.

## Історія наказу
12 вересня 1942 року підводний човен Крігсмаріне U-156, після атаки та затоплення судна «Лаконія», надала допомогу екіпажу та пасажирам. В цій рятівній операції брали участь ще три інших підводних човни та два кораблі (німецького та італійського флоту). Судна були атаковані літаками США попри рятівну операцію.

## Наказ
Наступного дня після інциденту, 17 вересня 1942 року, адмірал Деніц, командуючий ВМС Німеччини, оприлюднив свій наказ:
| 1. Jegliche Rettungsversuche von Angehörigen versenkter Schiffe, also auch das Auffischen Schwimmender und Anbordgabe auf Rettungsboote, Aufrichten gekenterter Rettungsboote, Abgabe von Nahrungsmitteln und Wasser haben zu unterbleiben. Rettung widerspricht den primitivsten Forderungen der Kriegsführung nach Vernichtung feindlicher Schiffe und deren Besatzungen. 2. Die Befehle über das Mitbringen von Kapitänen und Chefingenieuren bleiben bestehen. 3. Schiffbrüchige nur dann retten, wenn ihre Aussagen für das Boot von Wichtigkeit sind. 4. Bleibt hart. Denkt daran, daß der Gegner bei seinen Bombenangriffen auf deutsche Städte keine Rücksicht auf Frauen und Kinder nimmt! | 1. Забороняються будь-які спроби рятування екіпажів затоплених кораблів, а також ловити з води плаваючих, допомагати рятівними човниками, повертати у нормальне положення перевернуті човники, допомагати провізією та водою. 2. Не стосується наказів про захоплення у полон капітанів та головних механіків 3. Рятувати людей тільки у випадку, якщо вони можуть надати важливу інформацію для човна 4. Будьте тверді. Пам'ятайте, що ворог скидаючи бомби на німецькі міста теж не думає про дітей та жінок |

## Оцінки наказу
Під час Нюрнберзького процесу Карл Дьоніц був звинувачений в порушені правил ведення підводної війни, а також в порушенні Лондонського морського договору (1930) і англо-німецьких флотських домовленостей Anglo-German Naval Agreement (AGNA) від 18-го липня 1935-го року.
Серед доказів обвинувачення були надані військовий наказ № 154, виданий в 1939 році, і наказ «Лаконія» від 1942 року.
Суд постановив, що докази не встановлюють з необхідною впевненістю, що Дьоніц віддавав накази про навмисне вбивство потерпілих підбитих суден чи після корабельних аварій. Але, «Накази, безсумнівно, були неоднозначними і заслуговують на найсуворішу критику.»

## У масовій культурі
- Загибель Лаконії (фільм)